# Grabovac (Velika Kladuša)
Pour les articles homonymes, voir Grabovac.
Grabovac (en cyrillique : Грабовац) est un village de Bosnie-Herzégovine. Il est situé dans la municipalité de Velika Kladuša, dans le canton d'Una-Sana et dans la fédération de Bosnie-et-Herzégovine. Selon les premiers résultats du recensement bosnien de 2013, il compte 757 habitants.

## Géographie
Le village est situé au bord de la rivière Glinica, un affluent droit de la Glina.

## Démographie

### Évolution historique de la population dans la localité
| 1948 | 1953 | 1961 | 1971 | 1981 | 1991 | 2013 |
| ---- | ---- | ---- | ---- | ---- | ---- | ---- |
| -    | -    | 431  | 631  | 697  | 686  | 757  |

|  |